# 史蒂夫·佩姆伯顿
史蒂夫·佩姆伯顿（1967年9月1日—）是一位英國男演員和编剧。他与演员里斯·谢尔史密斯 , 马克·加蒂斯和编剧杰瑞米·德桑一起编演了情景喜剧《绅士联盟》。他与谢尔史密斯后来又自创自编自演了另一部获奖情景喜剧《疯城记》。

## 影視作品
- 紳士聯盟：1999年至2002年。
- 瘋城記：2009年至2011年。
- 9號秘事：2014年至今。